# Chicco Santulli
Enrico Francesco Santulli, meglio conosciuto come Chicco Santulli (Milano, 2 luglio 1958), è un arrangiatore, chitarrista, compositore, produttore musicale televisivo e produttore discografico italiano.

## Biografia
Nasce a Milano da Ettore e Adele, frequenta il liceo classico Carducci dove consegue il diploma con la votazione di 36/60 nel 1976.
Nel 1965, all'età di 7 anni, Chicco riceve in regalo una chitarra da sua zia Mariella e impara a suonare "a orecchio". Inizia ad ascoltare gli idoli del periodo e cioè The Beatles, The Rolling Stones e i gruppi italiani dell'epoca, come i Giganti, The Rokes e molti altri. A 15 anni forma la sua prima band, i Tumbling Dices, con Stefano De Carli, Claudio Musajo e Bruno Banfi; il gruppo è chiaramente orientato alla musica degli stessi The Rolling Stones di cui ripropone soprattutto i brani dell'album Live Get Yer Ya-Ya's Out. L'amicizia con Stefano De Carli e lo stile dei brani eseguiti nelle cantine lo avvicina al blues che diventa la sua anima musicale più radicata.
Nel settembre 1979 si sposta a Los Angeles con il nucleo della band Randa e cioè Roberto "Bozo" Del Bo, batterista e Alex Fattori, tastierista. Dalla casa di West Hollywood prendono forma le prime composizioni jazz-rock-progressive tipiche di quel periodo; ai Randa si unisce il bassista Randy Brooks che seguirà la band in Italia più tardi.
Al ritorno in Italia Chicco suona in diverse occasioni live e deve, tuttavia, interrompere il percorso artistico per adempiere agli obblighi del servizio militare di leva (luglio 1980).
Tra una licenza e l'altra prende forma la nuova formazione dei Randa, nome che significa "randagi" in slang milanese. Al basso torna Gigi Folino, esce Alex Fattori, ed entrano Maurizio Balzaretti alla chitarra, Massimo Crestini alla voce e al sax soprano, Patrizia Di Malta e Raffaella Riva alle voci.
È a questo punto che il gruppo entra in contatto con Oscar Prudente e, dopo un'ulteriore modifica della formazione, si trasforma nel Gruppo Italiano (1981).
Insieme al Gruppo Italiano Chicco firma un contratto con la Dischi Ricordi e realizza fino al 1986 tre LP: Maccherock (1982), Tapioca Manioca (1984) e Surf (1985) e 3 singoli: Tropicana/Noi cannibali (1983), Anni ruggenti/Dammi un sabato nite (1984) e Sole d'agosto/Innamorarsi (1986).
Nel 1983 vince il Telegatto come gruppo rivelazione e partecipa a tutte le più importanti trasmissioni televisive nazionali.
Nel 1984 partecipa con Anni Ruggenti al Festival di Sanremo.
Nel 1986 il gruppo si scioglie e Chicco inizia la sua attività di arrangiatore e produttore musicale.
Nel 1988 firma la sigla del primo telegiornale nazionale sulle reti private: Dentro la notizia su Rete 4.
Inizia così una lunga attività di produzione musicale per la televisione.
È autore, su testo di Alessandra Valeri Manera, di Junior, pianta mordicchiosa, canzone interpretata da Cristina D'Avena. È anche autore della musica della sigla italiana di MÄR, cantata da Giacinto Livia.
È arrangiatore di tre brani dello Zecchino d'Oro: I Beagles  e Chicopez nel 2014 e il brano vincitore Prendi un'emozione nel 2015.
È autore e produttore della seconda sigla di Ciak News che è in onda dal 6 novembre 1995 al 26 febbraio 2017.
Nel 2025 Chicco Santulli plasma il nuovo progetto Motel Tropicana. Al suo fianco la voce di Julie Jackson, giovane talento emergente, dotata di un timbro fresco, preciso e cristallino, capace di portare nella band una sfumatura brillante di blues e contemporaneità. L’idea unisce esperienza e innovazione, creando un’identità musicale unica e riconoscibile.

## Discografia
- 1981 - Tre rose (LP) - Massimo Bubola - Fado
- 1982 - Massimo Bubola - Massimo Bubola - Fado
- 1982 - Maccherock (LP) - Gruppo Italiano - Mara&C/Dischi Ricordi
- 1983 - Tropicana/Noi cannibali (singolo) - Gruppo Italiano - Dischi Ricordi
- 1983 - Piccole donne (LP) - Dori Ghezzi - Fado
- 1984 - Anni ruggenti/Dammi un sabato nite (singolo) - Gruppo Italiano - Dischi Ricordi
- 1984 - Tapioca Manioca (LP) - Gruppo Italiano - Dischi Ricordi
- 1985 - Surf in Italy (LP) - Gruppo Italiano - Dischi Ricordi
- 1986 - Sole d'agosto/Innamorarsi (singolo) - Gruppo Italiano - Dischi Ricordi
- 1986 - Elettrica (singolo) - Cristiano De André - Dischi Ricordi
- 2001 - Olmo & Friends (LP) - Olmo - RTI
- 2019 - One More Time (EP) - Bad Profile
- 2021 - Questo nostro amô (LP) - Oscar Prudente
- 2025 - Tutto giallo (singolo) - Motel Tropicana
- 2025 - Tropicana (singolo) - Motel Tropicana
- 2025 - Sotto le conchiglie (singolo) - Motel Tropicana

## Televisione
- 1986 - Juke-box - Koper TV
- 1987 - A tutto campo - Italia 1
- 1988 - Sigla Campionati Europei Calcio - Canale 5
- 1988 - Dentro la notizia - Rete 4
- 1989 - La Ruota della Fortuna - Canale 5
- 1992 - Tutti x uno (Mike Bongiorno) - Canale 5
- 1992-1993-1994-1995-1997-1999-2000 - La sai l'ultima - Canale 5
- 1993-1994-1995 - Canzoni sotto l'albero (Direzione d'orchestra) - Canale 5
- 1994 - Solletico - Rai 1
- 1995 - Una sera ci incontrammo (Direzione d'orchestra) - Rete 4
- 1995/2017 - Ciak News (produttore e autore della sigla) - 3 reti Mediaset
- 1998 - Strada Facendo (Direzione d'orchestra) - Canale 5
- 1998 - Impaginazione Happy Channel - Mediaset Sat
- 2001 - Sigla istituzionale Mediatrade - Mediaset
- 2001-2002-2003-2004-2005 Mai Dire...- Gialappa's Band - Italia 1
- 2003 - Impaginazione IT! Television - Mediaset Sat
- 2004 - Guida al Campionato (Arrangiamento sigla) - Italia 1
- 2004 - O la va, o la spacca - Canale 5
- 2004 - L'imbroglione - Canale 5
- 2005 - Quelli dell'intervallo - Disney Channel
- 2005 - Belli dentro - Canale 5
- 2005 - Benedetti dal Signore - Canale 5
- 2006 - Impaginazione 3 TV
- 2007 - Buona la prima (Ale & Franz) - Italia 1
- 2008 - La Corrida (produttore e autore della sigla) - Canale 5
- 2008 - Medici miei - Italia 1
- 2009 - Fiore e Tinelli - Disney Channel
- 2009 - Scherzi a parte (musiche balletti Belén Rodríguez) - Canale 5
- 2010 - Sketch Show (Ale & Franz - Sigla) - Canale 5
- 2010 - Quelli dell'Intervallo Cafe - Disney Channel
- 2011 - In tour - Disney Channel
- 2012 - In tour 2012 Musiche originali ed edizioni italiane delle canzoni - Disney Channel
- 2014 - TG5 Prima Pagina - musica news - Canale 5
- 2014 - Zecchino D'Oro 2014 - Arrangiamenti dei brani CHICOPEZ (1ª classificata Premio Web) e BEAGLES (2ª classificata Premio TV) - Rai 1
- 2015 - Impaginazione sonora canale tematico Digitale Terrestre n. 46 CARTOONITO
- 2015 - Telepromozione LINEA OSELLA
- 2015 - Telepromozione DIGITAL BROS
- 2015 - Spot Tv - HAPPY PREMIUM 10 anni - MEDIASET PREMIUM
- 2015 - Zecchino D'Oro 2015 - Arrangiamento del brano PRENDI UN'EMOZIONE (Lodovico Saccol) - 1ª classificata Premio TV - 2ª classificata Premio Web - Rai 1

## Sigle sportive
- 2013 - Sigla Lega Pro - Arrangiamento del brano LA NOSTRA CANZONE (Mogol - Prudente) Cantata dai BTwins